# Jan Radomiński
Jan Radomiński (* 10. Juni 1687; † 18. Januar 1756 in Versailles) war ein Jesuitenpater polnischer Herkunft am Hof König Ludwigs XV. in Versailles.
Jan Radomiński war Beichtvater der Königin Maria Leszczynska und Zentralfigur der „Devoten“, eines konservativ-religiösen Kreises um die Königin.

## Literarische Verarbeitung
In Peter Pranges Roman Die Philosophin ist Radominsky ein wichtiger Gegner des Enzyklopädie-Projektes von Diderot und d’Alembert.